# Пономаренко Ольга Іванівна
Ольга Іванівна Пономаренко (*21 липня 1953 року) — український учений у галузі металургії. Доктор технічних наук, професор. Академік АН ВШ України з 2010 р.

## Біографія
Народилася в м. Курськ, Росія, в родині службовців. У 1971 р. вступила на денне відділення Харківського політехнічного інституту на механіко-металургійний факультет за спеціальністю «Машини та технологія ливарного виробництва». В 1977 р. з відзнакою закінчила ХПІ і була направлена на роботу на Харківський радіозавод ім. XXV з'їзду КПРС, де працювала інженером-технологом у відділі головного технолога. В 1982 р. була зарахована в аспірантуру на кафедру «Ливарне виробництво» ХПІ, а після її закінчення працювала на цій же кафедрі.
Кандидат технічних наук з 1988 р. Після захисту кандидатської дисертації працювала на кафедрі «Ливарне виробництво» на посадах молодшого наукового співробітника, наукового співробітника, старшого наукового співробітника, асистента, старшого викладача, доцента. З 1996 р. — докторант кафедри. В 1998 р. достроково захистила докторську дисертацію. В 2001 р. присвоєно вчене звання професора.
З березня 1996 р. по цей час працює на посаді професора кафедри «Ливарне виробництво».
Автор понад 190 наукових праць (з них 5 методичних посібників з грифом Міносвіти України і монографія).
Член спеціалізованої вченої Ради Д8.084.02 Національної металургійної академії України (м. Дніпропетровськ), член комісії з розробки ОКХ та ОПП для бакалаврів за спеціальністю «Ливарне виробництво чорних та кольорових металів», член комісії по акредитації кафедр по ливарному виробництву та металургії в Україні.
Віце-президент Асоціації ливарників України.
Основний напрям наукової діяльності – підвищення надійності складних систем ливарного виробництва, оптимізації технологічних рішень в умовах проектування, роботи і реконструкції ливарних цехів і розробки на їх базі нових технічних рішень в галузі технології та обладнання ливарного виробництва, а також створення та застосування екологічно чистих зв'язуючих і складів холоднотвердіючих сумішей для ливарних форм і стрижнів зі збереженням показників їх основних фізико-механічних і технологічних властивостей, розробка технології їх приготування.

## Нагороди та відзнаки
Професорка НТУ «ХПІ» Ольга Іванівна Пономаренко має серію нагород. Серед них: Почесна грамота Міністерства освіти і науки України «за особистий внесок у підготовку висококваліфікованих фахівців та плідну науково-педагогічну діяльність», нагрудний знак «За наукові досягнення», Грамота Асоціації ливарників України «за особистий вагомий внесок у розвиток вітчизняного ливарного виробництва», Диплом переможниці конкурсу «Вища школа — кращі імена» у номінації «Викладач професійно-орієнтованих чи спеціальних дисциплін» .